# Orthocladius harrisoni
Orthocladius harrisoni är en tvåvingeart som beskrevs av Freeman 1961. Orthocladius harrisoni ingår i släktet Orthocladius och familjen fjädermyggor. Inga underarter finns listade i Catalogue of Life.